# آجودان

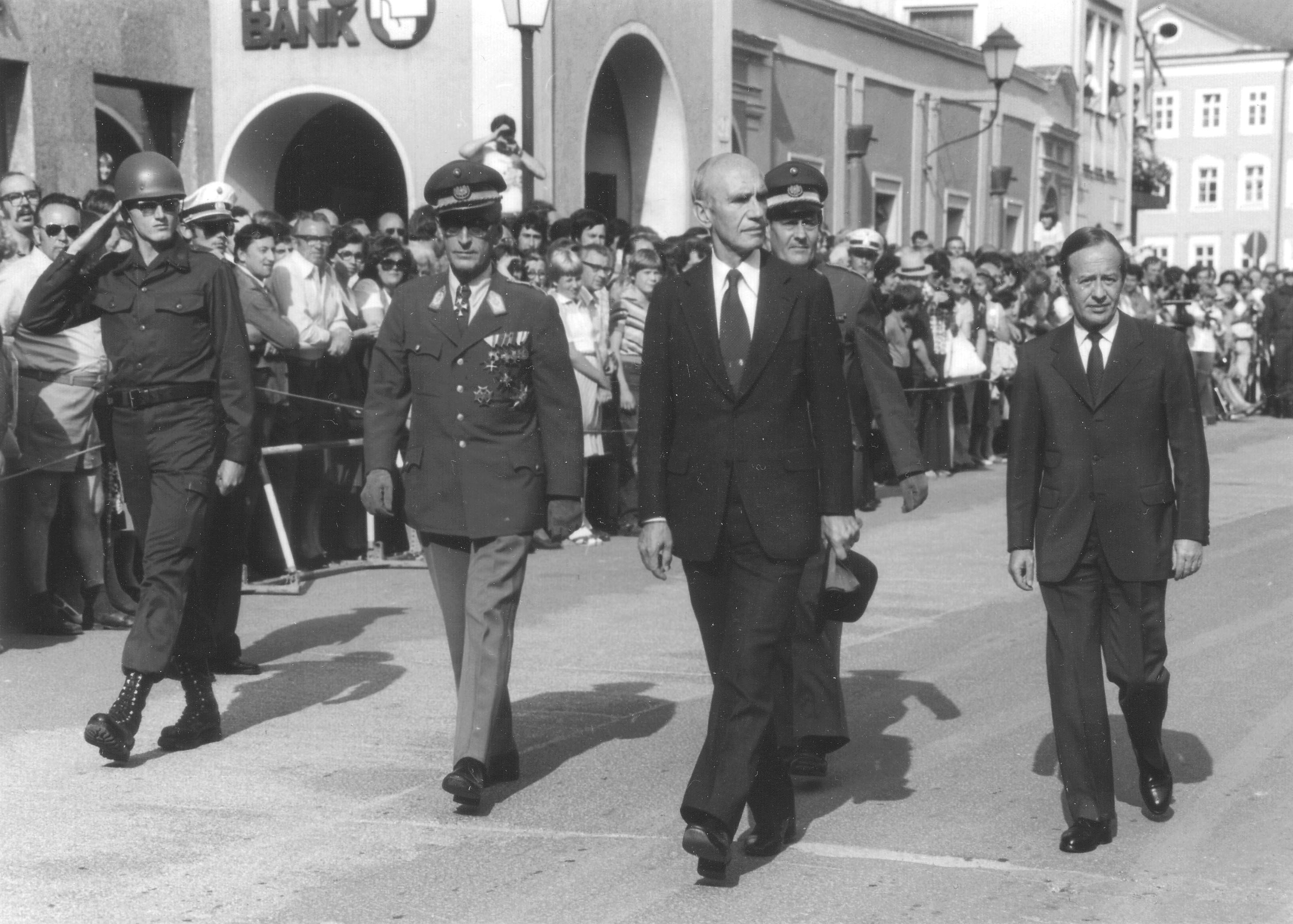
رئیس‌جمهور اتریش به همراه یکی از فرماندهان عالیرتبه سان می‌بیند. فریار رئیس‌جمهور در پشت سر دیده می‌شود.

آجودان (به فرانسوی: adjudant) یا فریار افسری است که مقامات بلندپایه کشوری و لشکری را در امور مختلف، برای پیشبرد وظایف آنان یاری می‌کند. در بسیاری کشورها آجودان ویژه رسیدگی به امور شخصی پادشاه، رئیس‌جمهور یا نخست‌وزیر را بر عهده دارد.

## وظایف
در مراسم رسمی، وقتی رئیس‌جمهوری به استقبال یک مقام عالی‌رتبه خارجی می‌رود، یا وقتی او را برای رفتن به یک سفر خارجی بدرقه می‌کنند، افزون بر مسئولان دولتی و شخصیت‌هایی که در مراسم حضور می‌یابند، یک فریار مخصوص پشت‌سر رئیس‌جمهور می‌ایستد و هنگام حرکت نیز او را همراهی و هدایت می‌نماید. در ایران فریار یک نظامی برجسته با درجه امیری (تیمسار) است که به مناسبات و تشریفات نظامی داخل و خارج کشور کاملاً آشناست، و از جنبه‌های فردی از تناسب اندام، برازندگی، تیزهوشی و اعتماد به نفس برخوردار است. شکوه‌دادن به مراسم استقبال و بدرقه رسمی از مقام ریاست جمهوری هنگام خروج و ورود به کشور و نیز مراسم استقبال و بدرقه از رؤسای جمهور میهمان از طریق نظارت و فرماندهی و کنترل نیروهای تشریفات نظامی و آرایش صحنه‌ها با موقعیت مکانی و زمانی راهبری و همراهی با رئیس‌جمهور هنگام استقرار در جایگاه، ادای احترام به پرچم و دیدن سان و رژه از وظایف اصلی فریار رئیس‌جمهور است. حضور محافظ در مراسم استقبال و بدرقه در ترکیب همراهان، القای ناامنی کرده و کاری نامتعارف است. نبود فریار در سه مراسم نخست حسن روحانی موجب ناهماهنگی‌هایی در هر سه مراسم گردید.
فریار همچنین منصبی نظامی است که معمولاً معادل گروهبان، سرجوخه، یا استوار در نظر گرفته می‌شود. اما در برخی کشورها، ژنرال فریار یا آجودان کل از بالاترین درجات نظامی است.
در زمان صفویه و قاجاریه کسی که عهده‌دار این وظایف بود را ایشیک آقاسی می‌نامیدند. این کلمه دوره قاجاریه چه به صورت انفرادی و چه به صورت ترکیب، به عنوان یک لقب قاجاری به‌کار می‌رفته‌است.

## در زبان فارسی
واژه آجودان از زبان فرانسه به فارسی راه یافته و در ابتدای ورود، به صاحب منصبی در حد نایب گفته می‌شده‌است.
علاوه بر آجودان و آجودان‌باشی (رئیس آجودانان)، القاب ترکیبی و مناصبی همچون ژنرال آجودان، آجودان حضور، آجودان خلوت و آجودان مخصوص در دربار ناصرالدین‌شاه معمول بوده‌است.

## در ایران

### تاریخچه
آغاز استفاده از این واژه در زبان فارسی، به دوران قاجار و سفر ژنرال کلود ماتیو فرانسوی به ایران بازمی‌گردد. استفاده از این واژه ابتدا فقط در مناصب لشکری و نظامی معمول بود. سپس در دستگاه دیوانسالاری قاجار دچار دگرگونی گردید و به عنوان مقام و منصب اداری و همچنین لقب و نشان افتخاری استفاده شد.
رفته رفته استفاده از این لقب در مناصب درباری و کشوری چنان گسترده شد که اعطای این لقب از هیچ قانون منطقی پیروی نمی‌کرد و اختیار اعطای آن نیز به شخص شاه محدود نبود. پس از دوره قاجار و در دوره پهلوی نیز استفاده از این لقب معمول بوده‌است.

## آجودان‌های ایرانی

### ملقبین در دوره قاجار
از معروف‌ترین افرادی که در دوره قاجار لقب آجودانی داشته‌اند می‌توان به این افراد اشاره نمود
- احمدخان آجودان حضور
- مهدی‌خان وزیر همایون
- عزیزخان مکری، آجودان‌باشی از ۱۲۲۸ تا ۱۲۳۱ شمسی.
- سیدمحمد آقا مردک
- آقارضا اقبال‌السلطنه (محل کار او به آجودانیه معروف شد)
- مرتضی قلیخان میرزا ژنرال آجودان حضور همایون
- سیف‌الدوله سلطان محمد میرزا ژنرال آجودان مخصوص مبارک
- علیرضا خان گروسی ژنرال آجودان
- میرزا سید محمد بقا آجودان
- پرنس ارفع[۷]
- محمدخان امیرعلایی (آجودان احمد شاه)[۸]
- سرهنگ محمدحسین فیروز (آجودان احمد شاه)

### آجودان‌های شاهان پهلوی
برخی از آجودان‌های دوره پهلوی عبارتند از
- محمد شاه‌بختی
- سرتیپ شیبانی (آجودان محمدرضا شاه)
- ادیب هویدا (آجودان کشوری)
- ناصر مشیری (آجودان کشوری)
- هدایت‌الله ذوالفقاری (آجودان کشوری)
- فریدون سررشته‌داری (آجودان کشوری)
- سیروس فرزانه (آجودان کشوری)
- فرهنگ ممتاز (آجودان کشوری)
- پرویز ثابتی (آجودان کشوری)
- عبدالله امیرخزعل (آجودان کشوری)
- سردار جاف (آجودان کشوری)
- مجید امینیان (آجودان کشوری)
- رفیع فرهور (آجودان کشوری)
- ارتشبد رضا عظیمی (آجودان محمدرضا شاه)
- ارتشبد بهرام آریانا (آجودان محمدرضا شاه)
- ارتشبد فریدون جم (آجودان محمدرضا شاه)
- ارتشبد جعفر شفقت (ژنرال آجودان محمدرضا شاه)
- ارتشبد غلامعلی اویسی (آجودان محمدرضا شاه)
- سرهنگ ولی‌الله دانا (آجودان محمدرضا شاه)
- سپهبد اسدالله صنیعی (در دوره ولیعهدی)[۱۰]
- ارتشبد حسن طوفانیان (آجودان محمدرضا شاه)
- ارتشبد محمد خاتم (آجودان محمدرضا شاه)
- سپهبد جعفرقلی صدری (آجودان محمدرضا شاه)
- سرلشکر مقصود همپائی (آجودان محمدرضا شاه)
- سرتیپ عزیز دماوندی (آجودان محمدرضا شاه)
- سپهبد نادر جهانبانی (آجودان محمدرضا شاه و فرح پهلوی)
- سرلشکر غلامرضا پهلوی (آجودان محمدرضا شاه)[۱۱]

### جمهوری اسلامی ایران
- سرتیپ عباسعلی نیک‌منش (آجودان سید محمد خاتمی)
- سرتیپ حسین افشارزاده (آجودان محمود احمدی‌نژاد)
- سرتیپ حسین ولیوند (آجودان حسن روحانی)
- سرتیپ دوم سید محمدرضا حسینی (آجودان سید ابراهیم رئیسی و مسعود پزشکیان)[۱۲]